# Вихрев, Виктор Викторович
Виктор Викторович Вихрев (род. 1946) — советский и российский учёный, доктор физико-математических наук, профессор, программист, автор программы «Кентавр», победителя I чемпионата шахматных программ СССР (Улан-Удэ, 1988 год).

## Биография
В 1968 окончил факультет молекулярной и химической физики МФТИ по специальности инженер-физик, руководитель А. И. Земсков. В том же году становится кандидатом физико-математических наук. С 1968 до 2016 ведущий научный сотрудник Института атомной энергии имени И. В. Курчатова. Его исследовательские интересы включают физику плазмы, вычислительную гидродинамику, магнитогидродинамику, термоядерный синтез и физику Солнца. В 1971 в Институте атомной энергии им была начата разработка шахматной программы, которая впоследствии стала называться «Кентавр».
Её алгоритм резко отличается от всех других алгоритмов своим почти человеческим мышлением. Она существенно (в 100 — 10000 раз) меньше других шахматных программ занимается перебором позиций и имеет «туннельное видение» комбинаций, то есть находит определяющую комбинацию в каждой конкретной позиции без подробного просмотра других возможных ходов.
Начальная версия, написанная на Алголе, сыграла свои первые партии на БЭСМ-6. Позже шахматная программа была переписана на Паскале для работы на IBM-PC-совместимых компьютерах. В дальнейшем эта программа участвовала в нескольких чемпионатах мира и международных турнирах среди компьютерных шахмат.

## Публикации
- Вихрев В. В., Иванов В. В., Прут В. В. Моделирование радиационного сжатия Z-ПИhЧa. М.: ИАЭ, 1983. — 21 с. : граф.; 21 см.[7]
- Вихрев В. В. Алгоритм шахматной программы «Кентавр». М.: РНЦ «Курчатовский институт», 1993. — 228 c.[8]
- Вихрев В. В., Колтунов М. В. Программа моделирования двумерного движения границ плазменной оболочки. М.: РНЦ «Курчатовский институт», 2009. — 20 с. : ил., табл.; 21 см.[9]
- Вихрев В. В., Мироненко-Маренков А. Д. Расчёт спектров нейтронов из плазмы токамака и пинчей. М.: РНЦ «Курчатовский институт», 2010. — 20 с. : ил.; 22 см.[10][11]